# Arenaria controversa
Arenaria controversa är en nejlikväxtart som beskrevs av Pierre Edmond Boissier. Arenaria controversa ingår i släktet narvar, och familjen nejlikväxter. Inga underarter finns listade i Catalogue of Life.